# Ishinomaki
Ishinomaki (jap. 石巻市, -shi) ist eine Großstadt in der Präfektur Miyagi auf Honshū, der Hauptinsel von Japan.

## Geographie

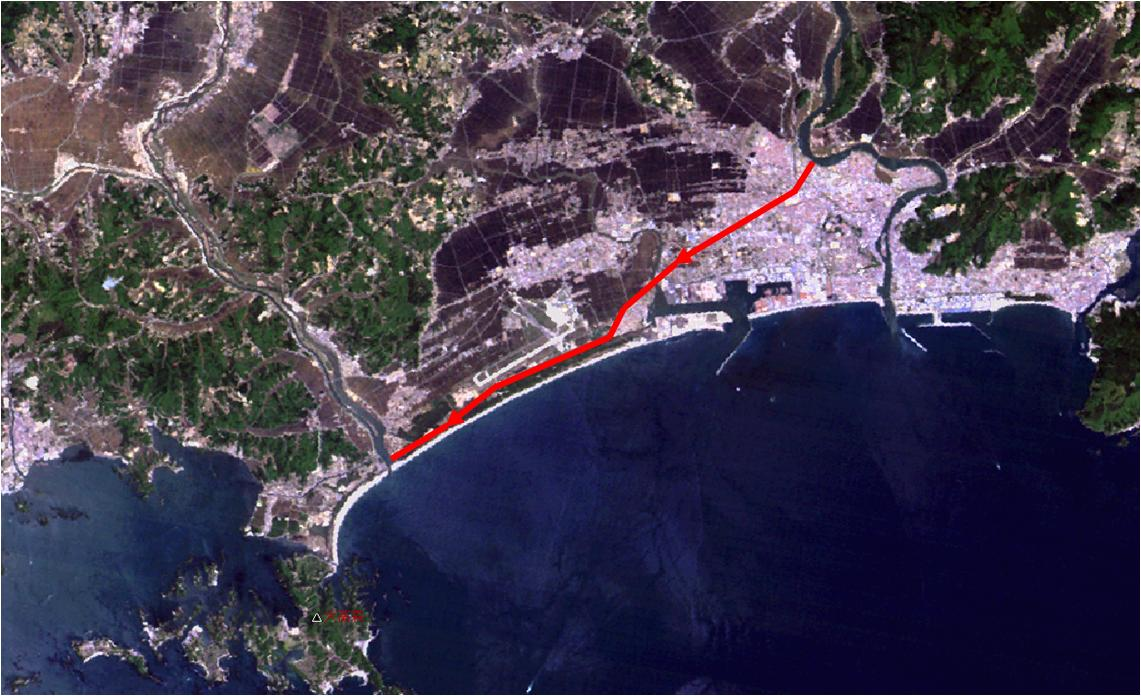
Küstenbereich von Ishinomaki (rechte Bildhälfte) und Higashimatsushima (linke Bildhälfte) mit dem Kitakami-Kanal (北上運河) (rot markiert).

Ishinomaki liegt südlich von Kesennuma am Pazifischen Ozean. Die Stadt ist zudem rund 50 km nordöstlich von Sendai gelegen, einer der größten Metropolen in der Tōhoku-Region.
Die Küste vor der Stadt Ishinomaki markiert das nördliche Ende der sich nach Süden bis Minamisōma erstreckenden pazifischen Flachküste in der Tōhoku-Region, umfasst aber auch einen Teil der Ria-Küste als typische Landform für die sich nach Norden anschließende Sanriku-Küste.
Die küstennahe Zone an der Bucht von Ishinomaki teilt sich politisch auf die Gemeinden Ishinomaki und Higashimatsushima auf und kombiniert eine Vielzahl von Landnutzungszonen einschließlich urbaner und industrieller Gebiete, Wohngebiete und ländlicher Gebiete. Neben dem Militärflughafen Matsushima (松島基地) in Higashimatsushima befinden sich dort ein Handelshafen und ein Fischereihafen. Die lokale Wirtschaft gründet sich vornehmlich auf Fischerei, Fischereiproduktindustrie und Landwirtschaft.
Ishinomaki ist die zweitgrößte Stadt in Miyagi, lediglich Sendai verfügt über eine größere Bevölkerung in der Präfektur. Zu Ishinomaki gehört eine 12 km lange südexponierte Küste, die zu einem großen Teil von Lager- und Industriestandorten des Fischereihafens und des Handelshafens eingenommen wird. Das dicht bebaute, urban entwickelte Gebiet erstreckt sich bis zu 4,8 km landeinwärts. Innerhalb der dem Hafen nächstgelegenen 400 Meter befindet sich eine Gewerbe- und Industriefläche, der sich weiter landeinwärts Wohngebiete und kleine Gewerbeflächen anschließen.
Die geomorphologische Beschaffenheit der Bucht von Ishinomaki macht das Gebiet besonders anfällig für Tsunami-Ereignisse, da es sich um eine Flachküste handelt, die von den beiden Buchten von Ishinomaki und von Matsushima umgeben ist, welche beide flach sind und sich durch einen relativ ebenen (glatten) Meeresboden auszeichnen. Das Gebiet verfügt über ein ausgedehntes hydrographisches Netzwerk, das aus den Flüssen Kitakami (北上川, in Ishinomaki), Jo (定 川, zwischen Ishinomaki und Higashimatsushima) und Naruse (鳴瀬川, in Higashimatsushima) besteht, die mit Kanälen verbunden sind. Der Hügel Hiyoriyama (日和山, in Ishinomaki) und die örtlichen Küstenwälder sind die einzigen natürlichen Barrieren für Tsunamiwellen im von Tsunamis bedrohten Gebiet an der Bucht von Ishinomaki.
Angrenzende Städte und Gemeinden:
- Higashi-Matsushima
- Tome
- Onagawa

## Geschichte
Im frühen 17. Jahrhundert florierte das Stadtzentrum des alten Ishinomaki an der Flussmündung des Kyūkitakami als wirtschaftlicher und logistischer Hauptumschlagplatz für Bootsfracht. Im späten 18. bis zum frühen 19. Jahrhundert prosperierte der Ort als Stadt mit einem benachbarten Fischgrund vor der Insel Kinkasan (金華山). In jüngeren Jahren entwickelte sich die Stadt auch zu einer Industriestadt. Kleinere Städte auf der Halbinsel, wie das alte Oshika und das alte Ogatsu, bestehen vorrangig aus Fischerdörfern, die eng mit der Fischereiindustrie und damit verwandten Industriezweigen in der Region verbunden und geprägt waren. In ihren Namen findet sich das Wort hama (wörtlich: „Strand“).
Die Gemeinde Ishinomaki entstand am 1. April 1889 während der Einführung des modernen japanischen Gemeindewesens und war eine kreisangehörige Stadt (chō) im Landkreis Oshika. Am 1. April 1993 folgte die Ernennung zur kreisfreien Stadt (shi).
Die heutige Gemeinde entstand im Jahr 2005 aus der Vereinigung der alten Gemeinde Ishinomaki mit sechs umgebenden Gemeinden. Dabei entstand die heutige Form der Stadt, die sowohl aus einer weiten Ebene besteht, auf der der urbane Bezirk entstand, als auch aus einer Halbinsel mit einem Ria-Küstenprofil, also einer komplexen Landschaftsform, in der Gebirge an das Meer grenzt. Während Ishinomaki durch die Fusion 2005 mit den sechs umliegenden Städten zur zweitgrößten Stadt in der Präfektur Miyagi wurde, entschied sich die benachbarte Stadt Onagawa unabhängig zu bleiben und verblieb infolgedessen wie eine Enklave inmitten der Stadt Ishinomaki. Bei den sechs Gemeinden, mit denen das alte Ishinomaki fusionierte, handelte es sich um die Städte Monou, Kanan, Kahoku, Kitakami, Ogatsu, je im Landkreis Monou und Oshika im Landkreis Oshika. Dies führte zur Auflösung des Landkreises Monou, während der Landkreis Oshika nur noch aus der Gemeinde Onagawa bestand.

## Erdbeben- und Tsunamikatastrophen

### Historische Tsunami-Erfahrungen und Gegenmaßnahmen
In Ogatsucho-Wakehama (雄勝町分浜) war für die jeweils vom Meiji-Sanriku-Erdbeben 1896 und vom Shōwa-Sanriku-Erdbeben 1933 ausgelösten Sanriku-Tsunamis eine Tsunamihöhe von 2 m und für den vom Chile-Erdbeben von 1960 ausgelösten Tsunami eine Höhe von 3 m berichtet worden.
Vor der Tōhoku-Katastrophe von 2011 hatte man mittels rechnerischer Überschwemmungssimulationen, die von einem erwarteten Miyagi-ken-oki-Beben der JMA-Magnitude 8.0 ausgingen, geschätzt, dass bei einer derartigen Katastrophe in Ishinomaki 164 Menschen getötet würden. Als maximale Überflutungshöhe eines von einem solchen vorhergesagten Ereignis ausgelösten Tsunamis war man von 3 m direkt am Hafen ausgegangen sowie von 1 m in einer Entfernung von 500 m im Landesinneren.

### Tōhoku-Erdbeben und -Tsunami 2011

#### Ausmaß von Überflutung und Schäden

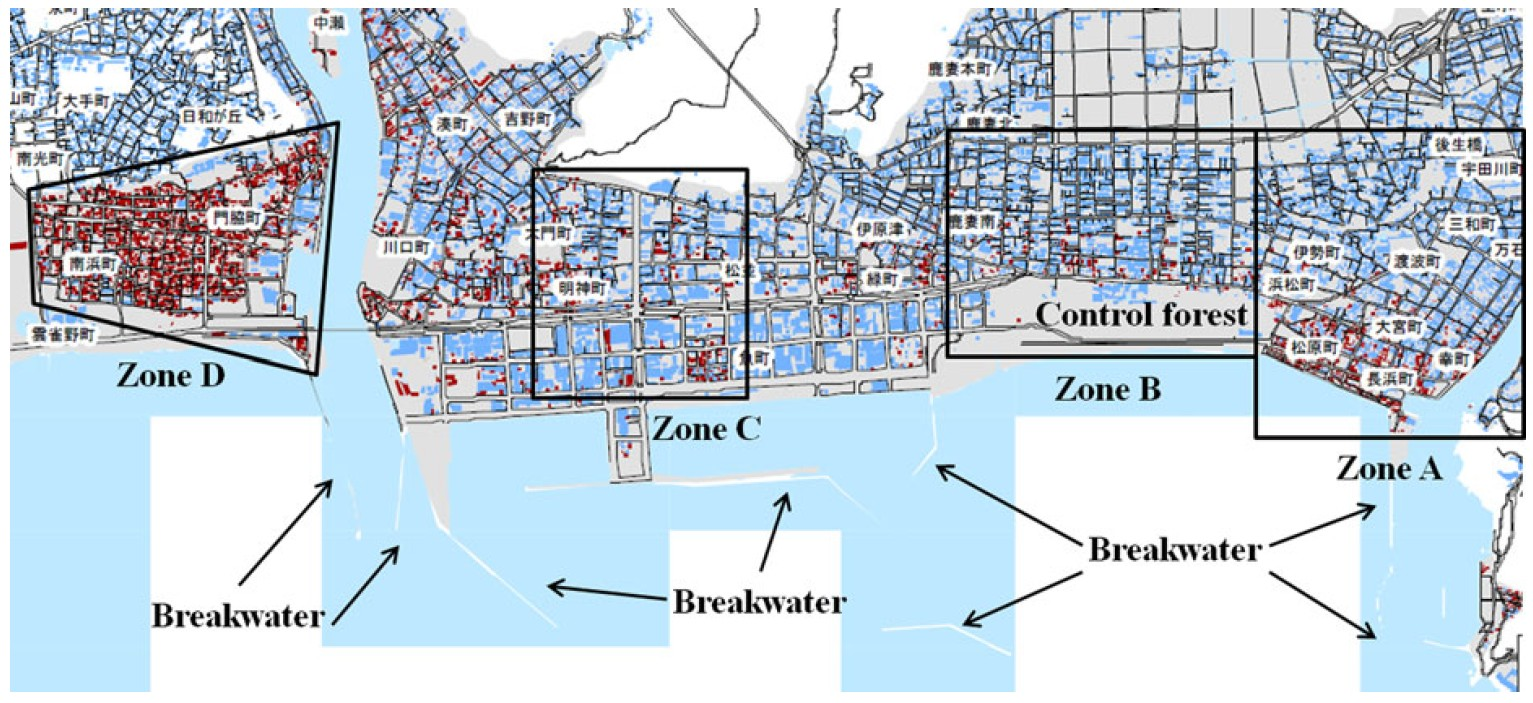
Wellenbrecher („Breakwater“), Küstenschutzwald („Control forest“) und Tsunamischäden in Ishinomaki 2011:
grau: Überflutung
rot: fortgespülte Häuser
blau: standgehaltene Häuser

Die Stadt wurde am 11. März 2011 von einem durch das Tōhoku-Erdbeben ausgelösten Tsunami getroffen, der in Ishinomaki eine Überflutungshöhe von 15,5 m hatte und ein Gebiet von 73 Quadratkilometern (13 Prozent des gesamten Stadtgebietes), darunter 46 Prozent der Fläche in den Wohngebieten, überflutete. Obwohl nur 13,2 Prozent des gesamten Stadtgebietes überflutet wurden, erlitten 76 Prozent der Häuser in der Stadt Schäden, und insbesondere das Stadtzentrum wurde vollständig überschwemmt. Ishinomaki, von wo aus der Tsunami noch 49 km stromaufwärts des Kitakami Auflaufspuren hinterließ, ist ein Beispiel für die Orte, in denen der Tsunami-Auflauf neben dem direkten Angriff von der Küste aus auch bedeutenden Schaden entlang wichtiger Flüsse in der Region verursachte.
Anders als zum Beispiel in Rikuzentakata und Natori überlebten in Ishinomaki fast alle Kiefern des Regulierungswaldes den Tsunami. Die Wälder minderten hier die zerstörerische Kraft des Tsunamis und fingen Trümmer aus den Fluten wie beispielsweise Fahrzeuge ein, bevor diese in die Stadt eindringen konnten. Möglicherweise wurden die Bäume verschont, weil die Höhe des Tsunamis in Ishinomaki mit rund 6 m geringer ausfiel. Auch der – später zerstörte – Deich könnte den Bäumen zu ihrem Schutz verholfen haben.
An mehreren Stellen, die über 470 m landeinwärts lagen, ergaben Untersuchungen Tsunamiüberflutungshöhen von mindestens 4 m. In den Haupthafenanlagen im Südwesten des Ballungszentrums kam es zu Wasserhöhen im Bereich von 4,5 bis 5 Metern. Lagerhallen und Stahlbetongebäude erlitten zwar einige Schäden, stürzten jedoch nicht ein.
Ishinomaki war eine der größten, vom Tsunami getroffenen Städte. Rund 20.000 Wohngebäude wurden vollständig und rund 13.000 teilweise zerstört. Knapp 17.000 Bewohner wurden evakuiert.
Fischereihäfen, Industrieparks und Wohngebiete entlang der Küste wurden vollständig weggespült und in Trümmermassen zerstört. Der Fischereihafen von Ishinomaki war zum Zeitpunkt des Tsunamis der landesweit drittgrößte in Bezug auf die gesamten Anlandungen. Die Fischerei und die Verarbeitung von Meeresfrüchten als Hauptindustrien der Stadt beschäftigten in Hunderten von Unternehmen mehrere tausend Menschen. Messungen zeigen, dass die Tsunami-Höhe im Fischereihafen Ishinomaki etwa 4 mal höher war als die im Vorfeld der Katastrophe modellierten Schätzungen, die einen Tsunami erwartet hatten, der von einem vorhergesagten Miyagi-ken-oki-Beben der JMA-Magnitude 8.0 ausgelöst werden würde.
Der Hafen der Stadt Ishinomaki, einer der größten Häfen nördlich von Sendai und ein Zentrum des Reishandels, war im Mai 2011 wieder fast vollständig in Betrieb.
Die übrige Stadt war dagegen zum großen Teil sehr stark beschädigt. Der Tsunami flutete fast das gesamte zentrale Geschäftsviertel der Stadt. Neben den Schäden an Gebäuden und Anlagen kam es durch das Erdbeben auch zur Absenkung des Bodens um etwa 1,4 Meter, sodass Meerwasser bei Flut in das Gebiet eindringen konnte. Die Landabsenkungen erstreckten sich über ein ausgedehntes Gebiet. Im auf der Halbinsel Oshika gelegenen Ayukawa-hama (鮎川浜) wurde eine Absenkung von 1,2 m registriert. Obwohl die Wellen keine große Amplitude hatten, drang Wasser tief in das Stadtgebiet ein und gelangte von der Küste aus mehr als drei Kilometer landeinwärts, wobei viele Bewohner ums Leben kamen, die nicht evakuiert wurden.
Zwar blieb die Mehrheit der Gebäude im Überflutungsgebiet der Stadt Ishinomaki stehen, doch wurden einige Bereiche um die Flussmündung des Alten Kitakami, wo es zu beträchtlichen koseismischen Bodensenkungen von bis zu 0,78 m gekommen war, fast vollständig zerstört. In der Folgezeit kam es an der Flussmündung und direkt am Hafen bei Flut zur Überflutung von abgesenktem Land.
Aufgrund der großen Menge an Trümmern im Wasser, einschließlich der Boote, wurden auch einige Bereiche beschädigt, die über dem Überflutungsniveau lagen.
In Ishinomaki-Yagawahama (谷川浜) spülte der Tsunami fast alle Häuser fort und bedeckte die landwirtschaftlichen Flächen mit Sedimentablagerungen wie Sand, Muschelfragmente und Kies. Tsunamispuren weisen auf eine Überflutungshöhe von 18,7 m hin. Die maximale Auflaufhöhe von 21,2 m in der Präfektur Miyagi wurde auf dem Friedhof hinter dem Tofuku-ji-Tempel (洞福寺) gemessen.
In der Gegend um Ishinomaki-Nagazuraura (oder: Nagazuraura-Bucht / 長面浦) herum, einem mit der Bucht von Oppa verbundenem Brackwassersee, überflutete der Tsunami fast alle Häuser. An der Flussmündung des Kitakama wurden Japanische Schwarzkiefern und Häuser fortgespült. Erhebliche Bodensenkungen führten zur Überflutung von Häusern und Reisfeldern. Überall im Wohngebiet wurde Sand abgelagert. Im östlich von Nagazuraura gelegenen Bezirk Onosaki (尾崎) wurden Überschwemmungshöhen von 4,2 und 3,9 m gemessen. Im westlich von Nagazuraura gelegenen Bezirk Nagatsura (長面) erreichte die Überflutung Höhen von 4,1 bis 7,1 m. Einige Einwohner ertranken im Tempel, wohin sie in der fälschlichen Annahme evakuiert waren, dass dieser in sicherer Höhe gelegen sei.
In Ogatsucho-Wakehama (雄勝町分浜) übertrafen die Tsunamihöhen 2011 jene des Chile-Tsunamis von 1960, der wiederum höher war als die Sanriku-Tsunamis von 1896 und 1933. Der Tsunami von 2011 überflutete Gebiete bis zu einem 250 m von der Küste entfernten Tempel und spülte fast alle Häuser fort. Seine Auflaufhöhe betrug 14 m.
In den Bezirken Ogatsu und Kitakami der Stadt Ishinomaki wurden rund 30.000 alte Dokumente durch Tsunamieinwirkung zerstört, doch waren ihre Bildinhalte vor der Katastrophe in mehr als 70.000 elektronischen Dateien festgehalten worden. Im Museum für Kultur in Ishinomaki, das von dem Tsunami schwer beschädigt wurde, führten Expertenteams Begasungen, Säuberungen, Trocknungen oder Sanierungen an Folkloreobjekten, Kunstwerken, Handwerkserzeugnissen, ausgegrabenen menschlichen Skelettteilen und historischen Karten durch, die sie dann in andere Museen, Universitäten und private Lagerstätten in Sendai und Tokyo verbrachten und dort aufbewahrten.

#### Opfer
Wegen der hohen Anzahl von Menschen, die dem Tsunami ausgesetzt waren, hatte Ishinomaki die meisten Opfer aller Gemeinden in der Tōhoku-Region und Japans zu beklagen. Die Brand- und Katastrophenschutzbehörde meldete in ihrem Schadensbericht vom 19. Mai 2964 Tote und 2770 Vermisste. Die Zahl der Toten erhöhte sich in der späteren Schadenserfassung auf 3554, während noch 421 Menschen vermisst blieben. Damit war Ishinomaki in Bezug auf die absolute Opferzahl die am schwersten betroffene Gemeinde der Katastrophe von 2011 in Japan.
Gemessen an der Gesamtbevölkerung Ishinomakis, die bei der Volkszählung von 2010 mit 160.826 angegeben worden war, betrug die Opferrate durch die Katastrophe von 2011 2,5 %, wenn alle in dem 157. FDMA-Schadensbericht vom 7. März 2018 registrierten Toten und Vermissten berücksichtigt werden beziehungsweise 2,30 %, wenn die in dem 153. FDMA-Schadensbericht vom 8. März 2016 registrierten Opfer (3.547 Tote und 428 Vermisste) abzüglich der von der Wiederaufbaubehörde (Reconstruction Agency, RA) gemeldeten katastrophenbedingten Todesfälle berücksichtigt werden, wodurch sich eine Zahl von 3.705 Toten und Vermissten ergibt. Mit der gleichen Datengrundlage, aber allein auf das Überflutungsgebiet des Tsunamis in Natori bezogen, das eine Fläche von 73 km2 umfasste, ergab sich eine Opferquote von 3,30 %, nach anderen Berechnungen von 3,6 %. 112.276 Menschen und damit 69 % der Gesamtbevölkerung der Stadt Ishinomaki (wenn man mit Stand von 2010 von 162.822 Einwohnern ausgeht) hatten ihren Wohnsitz in dem am 11. März 2011 vom Tsunami überfluteten Gebiet gehabt.
Bezogen auf die Bevölkerung in den überfluteten Gebieten bedeutet dies eine verhältnismäßig niedrige Sterblichkeitsrate für Ishinomaki, verglichen mit anderen Orten, in denen ebenfalls 70 bis 80 % der Bevölkerung im überfluteten Gebiet lebten (wie beispielsweise in Rikuzentakata, Ōtsuchi, Onagawa und Minamisanriku).
Mitglieder der Freiwilligen Feuerwehr (Syobo-dan) starben bei dem Versuch, Tsunamifluttore in der Stadt Ishinomaki zu schließen.
Im gesamten Großraum Ishinomaki, zu dem neben Ishinomaki auch dessen Nachbarstadt Higashimatsushima und Onagawa zählt, lebten zum Zeitpunkt der Katastrophe annähernd 220.000 Menschen, von denen 5300 durch die Katastrophe getötet wurden und rund 700 vermisst blieben.
| Gebiet in Ishinomaki | Todesopfer | Todesopfer | Einwohner | Tsunami                   | Tsunami             | Entfernung zur nächsten Evakuierungsstätte [m] |
| Gebiet in Ishinomaki | Rate [%]   | Anzahl     | Einwohner | Max. Überflutungshöhe [m] | Ankunftszeit [min.] | Entfernung zur nächsten Evakuierungsstätte [m] |
| --- | ---------- | ---------- | --------- | ------------------------- | ------------------- | ---------------------------------------------- |
| Minamihama | 8,28       | 218        | 2.634     | 5,97                      | 122                 | 686                                            |
| Harioka | 14,64      | 88         | 601       | 1,10                      | 36                  | 1.388                                          |
| Nagaomote | 15,61      | 79         | 506       | 3,88                      | 36                  | 2.471                                          |
| Daimon | 8,05       | 77         | 957       | 2,75                      | 118                 | 821                                            |
| Kadzumaminato | 9,07       | 66         | 728       | 3,61                      | 122                 | 1.520                                          |
| Nakayashiki | 7,56       | 44         | 582       | 2,39                      | 60                  | 1.758                                          |
| Kodzumihama | 7,69       | 4          | 52        | 8,79                      | 120                 | 813                                            |
| Ise | 5,45       | 21         | 385       | 3,66                      | 122                 | 2.753                                          |
| Nakaura | 5,80       | 12         | 207       | 3,80                      | 60                  | 1.490                                          |
| Kawaguchi | 6,20       | 37         | 597       | 3,51                      | 122                 | 894                                            |
| Yahata | 6,40       | 35         | 547       | 2,01                      | 122                 | 769                                            |
| Quelle: Gesamtbevölkerung laut Statistics Bureau (統計局) und Director-General for Policy Planning (政策統括官), Volkszählung 2010; Todesopfer laut Brand- und Katastrophenschutzbehörde (消防庁 = Fire and Disaster Management Agency, FDMA); Maximale Überflutungshöhe und Ankunftszeit des Tsunamis laut The 2011 Tohoku Earthquake and Tsunami Joint Survey Group; Entfernung zur nächsten Evakuierungsstätte vom Wohnort laut den Evakuierungsstättendaten der Cabinet Secretariat Civil Protection Portal Site (https://www.kokuminhogo.go.jp/en/pc-index_e.html) des Kabinettssekretariat (内閣官房) und den Luftaufnahmen und Karten der Geospatial Information Authority of Japan (GSI) vom Tsunami Damage Mapping Team, Association of Japanese Geographers. |            |            |           |                           |                     |                                                |

#### Evakuierung
In Ishinomaki kam es am 11. März 2011 zu ausgedehnter informeller, also ungeplanter, Evakuierung. Nach der Erstellung der Regierungslichtlinien für vertikale Evakuierung im Jahr 2005 hatte die Stadt Ishinomaki Vereinbarungen mit drei privaten Unternehmen im Distrikt Minato-machi getroffen zur Evakuierung-Nutzung von zusammen drei ihrer Gebäude, die am 11. März 2011 von rund 500 Menschen in Anspruch genommen wurden. Obwohl alle drei Gebäude über lediglich zwei Geschosse verfügten, waren sie für die Überflutungshöhe am 11. März 2011 zur Evakuierung ausreichend. Neben diesen ausgewiesenen Evakuierungsgebäuden wurden nahezu alle Gebäude, die höher als ein zweigeschossiges Wohngebäude waren, für die vertikale Evakuierung am 11. März 2011 verwendet. Insgesamt wurden etwa 260 offizielle und inoffizielle Evakuierungsstellen verwendet, die rund 50.000 Menschen Zuflucht boten, darunter in Schulen, Tempeln, Shoppingzentren und Wohnungen. Darüber hinaus waren weitere 50.000 Menschen in den oberen Geschossen von Häusern gefangen. Angesichts der Erfahrungen bei diesem Tsunami wurde ein Mangel an Evakuierungsgebäuden westlich des Kitakami ausgemacht.

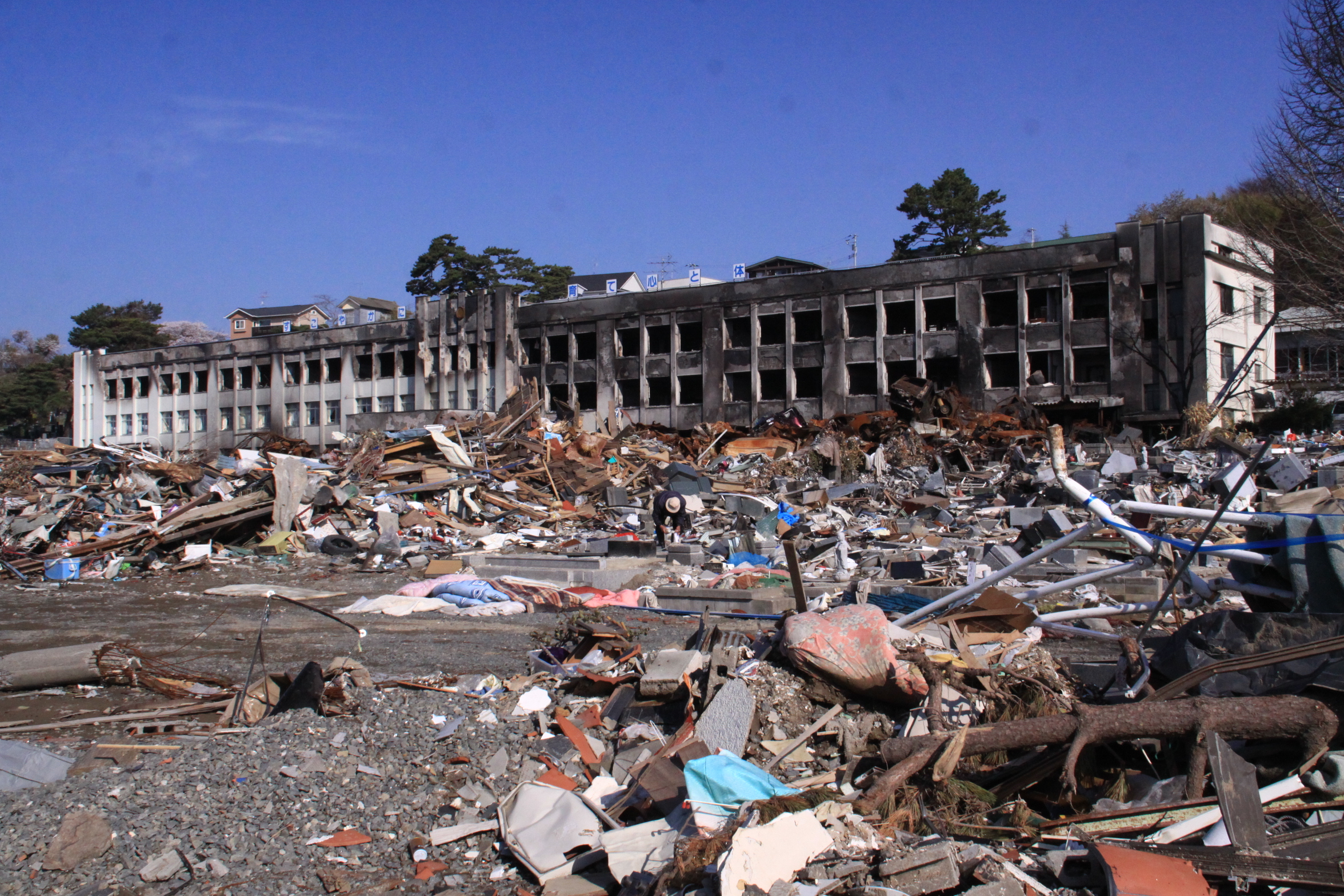
Die Grundschule Kadonowaki nach dem Tsunami und Brand. Die in die Schule Evakuierten konnten das Gebäude rechtzeitig vor dem Brand verlassen. (Foto: 25. April 2011)

An einigen Stellen wurde eine nachträgliche Verlegung der bereits Evakuierten notwendig. So in der Grundschule Kadonowaki mit ihrem für Japan typischen Schulgebäude, das innerhalb einer Stunde nach dem Erdbeben bis in das erste Geschoss überflutet wurde und währenddessen zusätzlich von Feuer beschädigt wurde. Das Gebäude der Kadonowaki-Schule wies danach erhebliche äußere Brandschäden auf. In Brand war die Schule in Kadonowaki (門脇) durch vom Tsunami mitgerissene Fahrzeuge geraten, deren Kraftstoff Feuer gefangen hatte. Den in die Schule Evakuierten gelang es, die Schule vor Auftreten des Brandes zu verlassen und weiter landeinwärts zu einer höher gelegenen Schule auszuweichen. Nachdem Lehrer von der Tsunamiwarnung gehört hatten, hatten sie 275 Schüler (von denen einige bereits zurück zuhause waren) zum hochgelegenen Hiyoriyama-Park geführt, wo alle überlebten. Insgesamt konnten sich alle Flüchtlinge aus der Grundschule Kadonowaki im Hiyoriyama-Park in Sicherheit bringen. Der Fall der Schule gilt als perfektes und mit dem nahegelegenen Gedenkpark zusammenspielendes Beispiel für künftige Generationen. Das Schulgebäude wurde mit seinen bleibenden tsunamiinduzierten Brandspuren zu einer wertvollen Katastrophenruine, die als Bildungsressource zur Stärkung des Bewusstseins für Katastrophenschutz und Katastrophenvorsorge genutzt werden soll. Am 26. März 2016 verkündete die Stadt, die Grundschule Kadonowaki als eine der Katastrophenruinen zu erhalten.
Trotz wiederholter offizieller Ansagen über Lautsprecher am 11. März 2011, keine Fahrzeuge für die Evakuierung zu verwenden, kam es zu einem starken Einsatz von Fahrzeugen in Ishinomaki, der am 11. März 2011 zu Verkehrsstaus und infolgedessen zu vielen Toten führte.
Zu Todesopfern kam es auch dadurch, dass bereits erfolgreich bergauf Evakuierte ihren Zufluchtsort wieder verließen, nachdem die von der JMA geschätzte Ankunftszeit des Tsunamis verstrichen war, ohne dass der Tsunami sichtbar geworden war. Auch waren manche Menschen, die während der Überflutungen zunächst auf höherem Terrain verblieben waren, etwa um 17 Uhr wieder in tiefer liegende Gebiete zurückgekehrt, als das Wasser sich zurückzog, worauf die vierten und fünften Tsunamiwellen erneut Teile der Stadt überfluteten und viele weitere Menschen töteten.
Ishinomaki kann als Beispiel dafür herangezogen werden, dass die Evakuierung der niedrig liegenden Gebiete beim Tōhoku-Tsunami nicht überall erfolgte. Zwar lösten die Bodenerschütterungen Evakuierungen in Ishinomaki aus, doch scheint dies eher als Reaktion der Erdbebenerziehung als der Tsunamierziehung erfolgt zu sein, und die Menschen evakuierten in örtliche Parkanlagen, statt gezielt bergauf zu fliehen. Das Evakuierungstraining und die Katastrophenerziehung der Schulen waren in der Stadt Ishinomaki auf Erdbebenereignisse ausgerichtet, ohne Tsunamis zu berücksichtigen.
Grundschule-Ōkawa-Vorfall

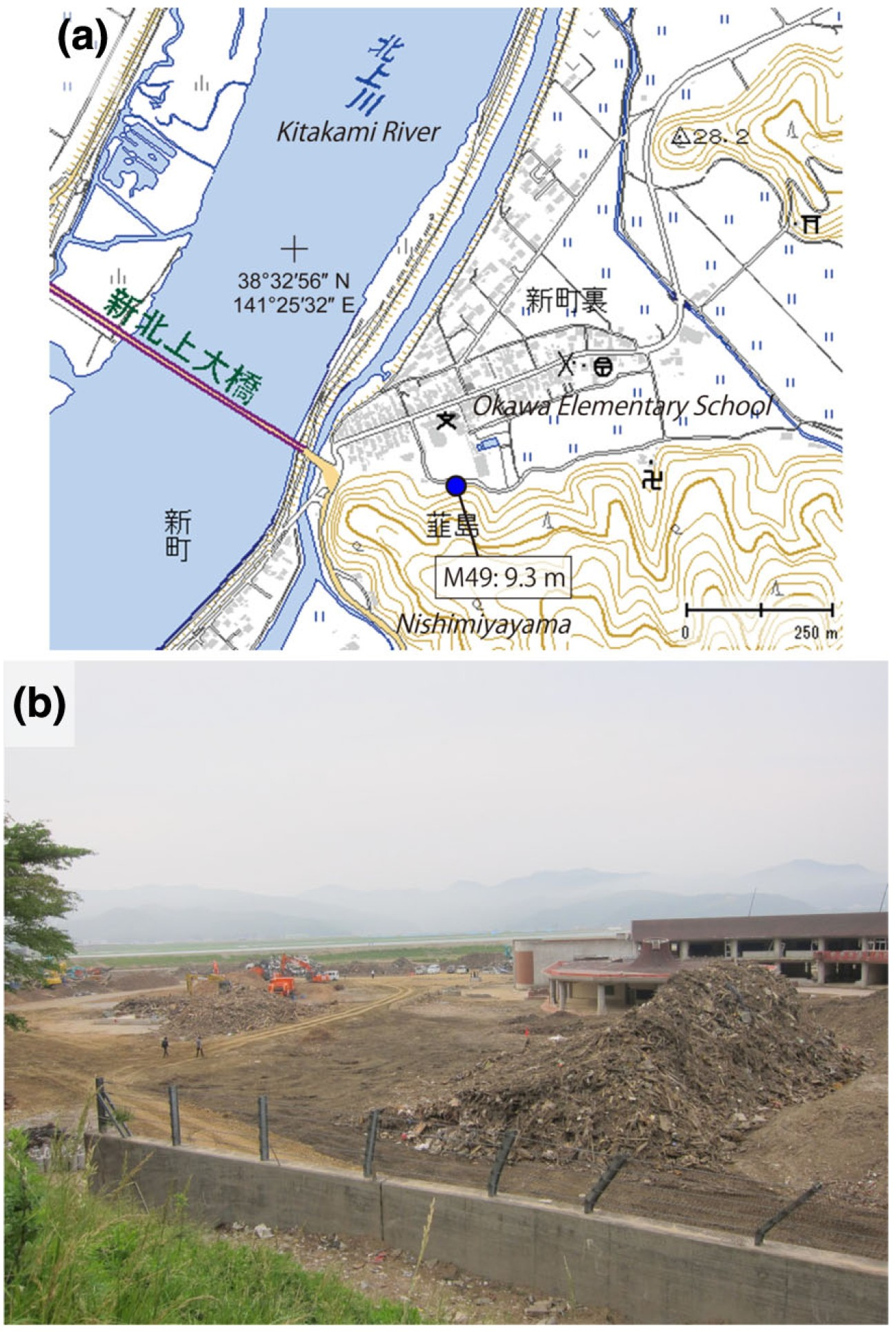
a: Auflaufhöhe (Kreis) in Kamaya
b: Tsunamischaden an der Grundschule Okawa

Von den 635 beziehungsweise 221 Kindern, Schülern und Lehrern, die laut dem japanischen Ministerium für Bildung, Kultur, Sport, Wissenschaft und Technologie durch den Tsunami in Japan getötet beziehungsweise verletzt wurden (nach anderen Angaben gab es 733 Tote und Vermisste unter Schülern und Lehrern), waren besonders viele aus der Grundschule Ōkawa, die 4 bis 5 km von der Flussmündung des Kitakami an der Pazifikküste entfernt im Landesinneren am Fluss Kitakami in Ishinomaki-Kamaya (釜谷) lag, einem ländlichen und von Bevölkerungsrückgang geprägten Gebiet. Das Kamaya-Gebiet war zuvor nie von einem Tsunami betroffen gewesen. Viele Menschen in der Gegend sahen die Schule als Rückzugsort im Katastrophenfall an. Die Schule befand sich zwischen einem Berg und dem Flussdamm, so dass das Vordringen des Tsunamis dort nicht beobachtet werden konnte.
Zwar hatte die Schule ihre Schüler bereits 5 Minuten nach dem Erdbeben (um 14:46 Uhr) auf den Spielplatz evakuiert. Doch verlor die Schule dann im Tsunami 74 (von denen 4 vermisst blieben) ihrer insgesamt 108 Schüler und 10 (von denen einer vermisst blieb) ihrer 11 Lehrer, nachdem diese nach etwa 50 Minuten nicht den steil bis auf 220 m Höhe ansteigenden Hügel direkt hinter der Schule erklommen, sondern sich zu einem lediglich 6 m höher als die Schule gelegenen und 200 m von der Schule entfernten, kleinen Aussichtspunkt an der Hauptstraße von Kamaya auf Höhe der Kitakamibrücke begeben hatten, wobei sie dann auf dem Weg dorthin von dem zur Zeit ihres Aufbruchs bereits den Uferdamm des Kitakami übertretenden Tsunami fortgespült worden waren. Der Tsunami hatte die Schule vom Fluss Kitakami ausgehend um 15:37 Uhr, nach einer Verzögerung von mindestens 50 Minuten nach dem Erdbeben erfasst, wie auch eine stehengebliebene Uhr in einem Klassenraum des zweiten Geschosses festgehalten hat. Der Tsunami überflutete vom Fluss Kitakami aus das zweigeschossige Schulgebäude bis zur Decke des zweiten Obergeschosses oder überflutete auch sein Dach. Das Schulgebäude wurde schwer beschädigt. An einem Hang hinter der Schule wurde eine Auflaufhöhe von 9,3 m gemessen. Die meisten der überlebenden Kinder hatten sich auf den Berg hinter der Schule geflüchtet. Vor der Katastrophe von 2011 hatte die Schule keine Evakuierungsübungen durchgeführt, noch hatte sie über Tsunamipläne verfügt. Von allen Todesopfern des Tsunamis vom 11. März 2011 hatte sich mit Ausnahme der 74 getöteten Schüler der Grundschule Ōkawa lediglich ein weiteres Kind in Obhut seiner Lehrer befunden, als es bei der Katastrophe um’s Leben kam.
Aufgrund der geringen Anzahl von Schulabgängern der Grundschule Ōkawa wurde die Ōkawa Junior High School im März 2013 geschlossen. Es wurde beschlossen, dass die 1985 eröffnete Grundschule zum 7. Jahrestag der Katastrophe von 2011 geschlossen, die Schüler mit denen der Futamata-Grundschule vereinigt und der alte Schulname der Grundschule Ōkawa nicht weiter fortbestehen wird. Das alte, vom Tsunami verwüstete Schulgebäude wurde hingegen nach langen kontrovers geführten Diskussionen mit Beschluss der Stadtverwaltung Ishinomaki von Ende März 2016 zur Erhaltung als Mahnmal vorgesehen. Dem als Katastrophenruine bewahrten Schulgebäude wird große Bedeutung in der Katastrophenvorsorgeerziehung beigemessen, um die Tragödie zu überliefern und aus ihr gezogene Lehren für Katastrophenvorsorge und Katastrophenschutz zu vermitteln. Das Schulgebäude soll vollständig erhalten und das Gelände zu einem Park entwickelt werden.
23 Monate nach dem Tsunami hatte die Stadtverwaltung von Ishinomaki die Einrichtung eines sogenannten Prüfungsausschusses für den Grundschule-Ōkawa-Vorfall verkündet, der ein Jahr lang Dokumente auswertete und Interviews durchführte, und dessen Ergebnisse im Februar 2014 in einem 200-seitigen Bericht veröffentlicht wurden. Im März 2014 erhoben die Familien von 23 Kindern, die in der Grundschule Ōkawa durch den Tsunami gestorben waren, eine Sammelklage gegen die Stadtregierung Ishinomaki und die Präfektur Miyagi vor dem Bezirksgericht Sendai, in der sie diese der Nachlässigkeit beschuldigten, sie für den Tod der Kinder verantwortlich machten und eine Entschädigung von 100 Millionen Yen für jedes verlorene Kind einklagten. Ihrer Argumentation, das Schulpersonal hätte die Kinder schneller evakuieren müssen, wurde vonseiten der Lokal- und der Präfekturalregierung entgegnet, die Größe des Tsunamis und sein so weit landeinwärts bis zur Schule reichendes Vordringen seien nicht vorhersagbar gewesen. Am 26. Oktober 2016 fällte das Bezirksgericht Sendai sein Urteil zu dem Fall, mit dem den klagenden Eltern der 23 Grundschulkindern Recht gegeben und die Geldsumme von 1,4 Milliarden Yen als Entschädigung zugesprochen wurde. Die Klage der Eltern der verstorbenen Schüler der Grundschule Ōkawa wurde als dazu geeignet angesehen, dem Schulgebäude eine alternative Bedeutung zu geben, so dass es nicht mehr im Brennpunkt der Diskussionen darüber steht, ob es erhalten oder abgerissen werden soll, sondern stattdessen im Mittelpunkt des zivilen Anspruchs der Hinterbliebenen gegen die Regierungen der Stadt und Präfektur steht.
In anderen, ähnlich gelagerten Streitfällen gewannen die Angehörigen von fünf Kindern des Hiyori-Kindergartens in Ishinomaki, die bei der Katastrophe gestorben waren, ihre Klagen gegen den Kindergarten am Bezirksgericht Sendai, worauf am Obergericht Sendai ein Ausgleich der beiden Parteien erreicht wurde. 2018 wurde bekannt, dass das Obergericht Sendai (仙台高裁) in einem Urteil zur Zivilklage zum Grundschule-Ōkawa-Vorfall die Bedeutung der Verantwortung der Schule zum Schutz des Lebens ihrer Schule im Fall einer Katastrophe bestätigt hat. Das Urteil wies ausdrücklich auf den systematischen Mangel an Vorsorge bei Schulleiter, Vizerektor, Lehrplankoordinator und anderen Schulleitern hin. Das Obergericht ging mit seiner Zuweisung der Schuld an die Schule und örtlichen Behörden weiter als das Urteil des Vorinstanzgerichts, das lediglich Beurteilungsfehler der Lehrer anerkannte, die, nachdem klar wurde, dass ein Tsunami bevorsteht, die Schüler zu einem anderen Ort als dem hinter der Schule liegenden Hügel geführt hatten, wo sie vor dem Tsunami in Sicherheit gewesen wären. Dem Urteil des Obergerichts wird landesweit große Bedeutung für die japanischen Schulen zugesprochen. Es fordert die Schulen auf, die Katastrophenschutzmaßnahmen zu hinterfragen und unter umfassender Berücksichtigung der örtlichen Bedingungen und Topographie der Schulen und umgebenden Gebiete zu ergründen, ob die Schulen adäquat vorbereitet sind, um die Leben ihrer Schüler zu schützen.

#### Umsiedlung und Wiederaufbau
Auf der Halbinsel führten tiefe, langgestreckte Häfen dazu, dass sich Wellen erhöhten und die Dörfer auf niedrigem, flachem Land zerstörten. Die benachbarten Berge ermöglichten jedoch eine einfache Evakuierung in höhergelegene Gebiete, so dass der Verlust an Menschenleben vergleichsweise gering blieb. Soweit ihnen der Zugang zu den Booten möglich war, konnten die Bewohner ihre Arbeit wieder aufnehmen. Trotz der materiellen Schäden herrschte in dieser Region im Vergleich zu anderen betroffenen Gebieten schon früh ein starker Wunsch nach Wiederaufbau.
Die von der Katastrophe betroffene Bevölkerung im Bezirk Ogatsu entschied sich gegen den Umsiedlungsplan der Lokalregierung und für einen Wiederaufbau der Stadt an ihrem ursprünglichen Ort.
Für die Neubelebung der Industrie in Ishinomaki wurde die Erhöhung des durch das Erdbeben abgesenkten Bodens als notwendige Voraussetzung erachtet. Einige Jahre nach der Katastrophe wurde für ein derartig großes Wiederaufbauprojekt eine Laufzeit von mehreren Jahren erwartet. Für die Erholung der Arbeitsplatzsituation in Ishinomaki wurde ein längerer Zeitraum als nach dem Erdbeben von Kōbe 1995 veranschlagt.

Galerie: Verwüstungen in Ishinomaki nach dem Erdbeben und Tsunami vom 11. März 2011:
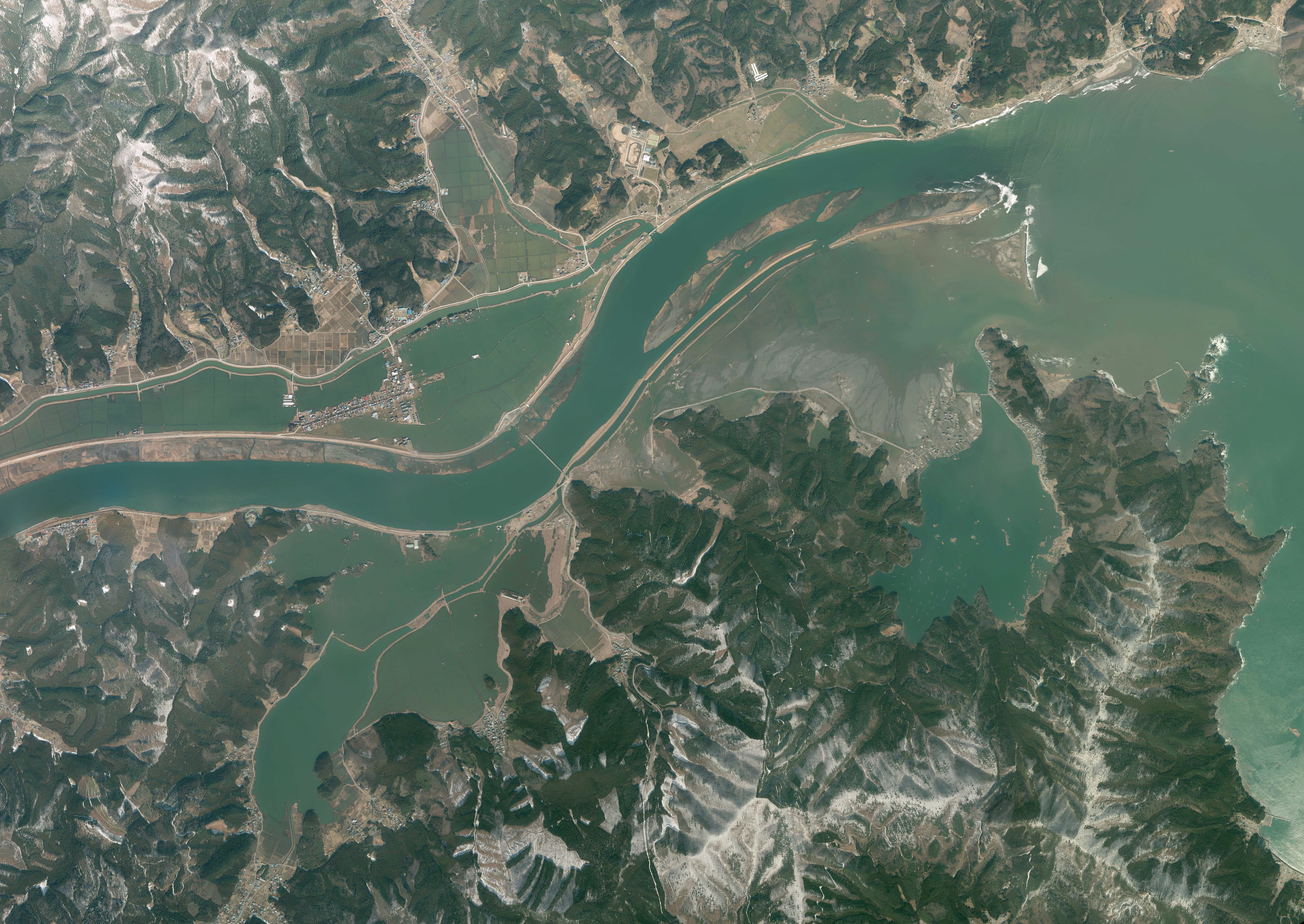
Mündungsgebiet des Kitakami (Luftbild vom 19. März 2011)
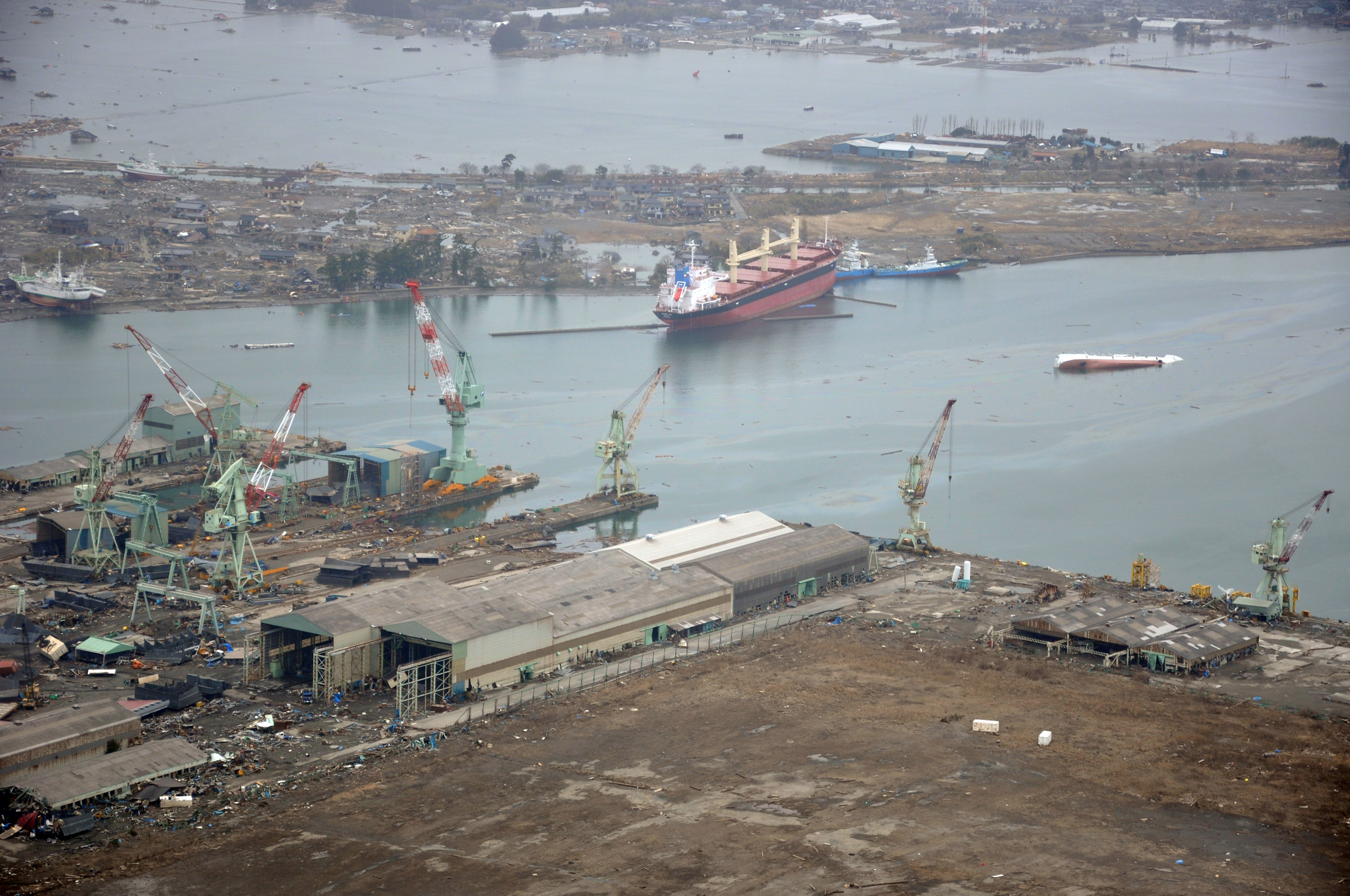
Luftbild vom Hafen von Ishinomaki mit gestrandeten Schiffen wie dem Frachtschiff C. S. Victory (Foto: 20. März 2011)
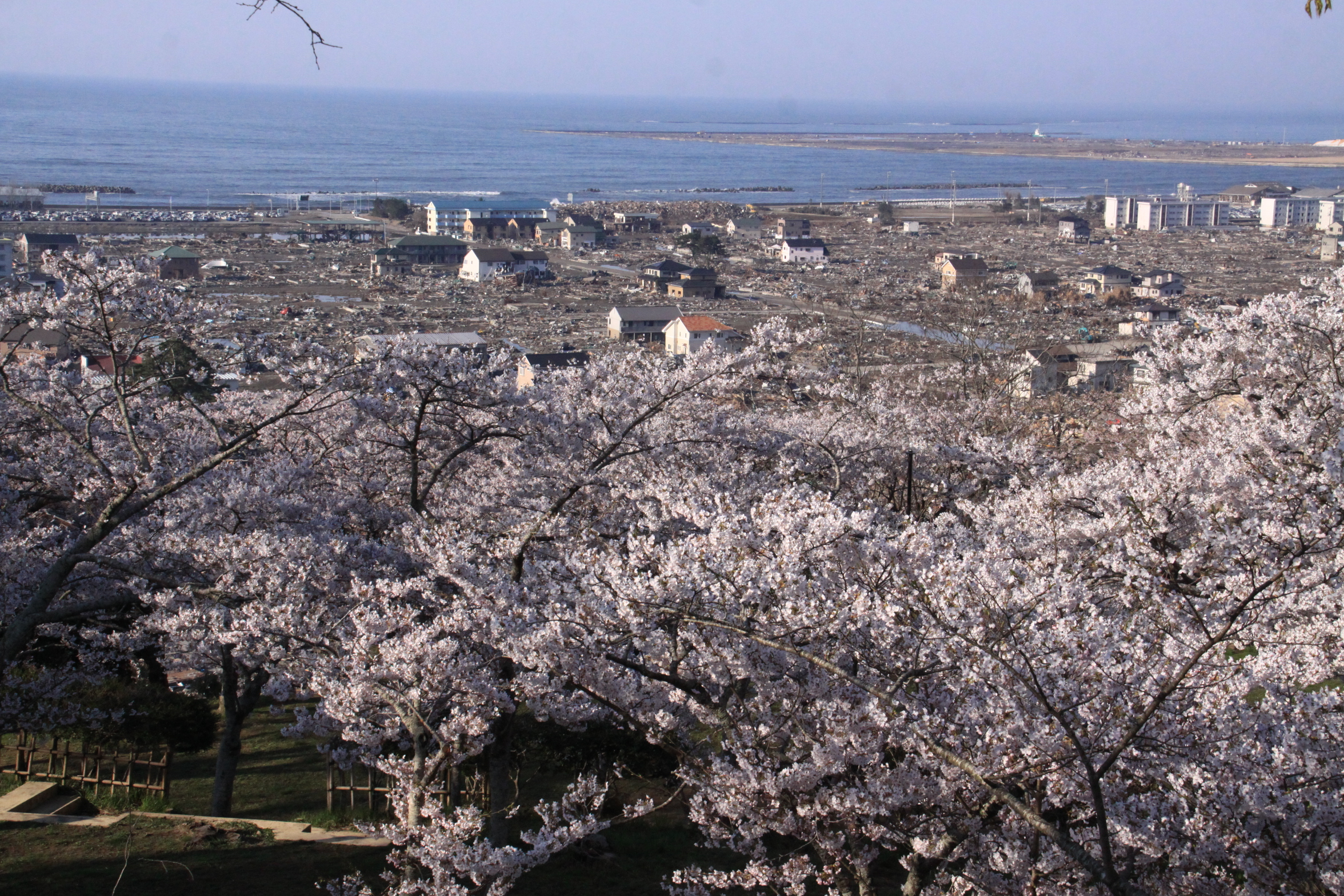
Sicht vom Hiyoriyama-kouen-Park (日和山公園) aus herab auf Zerstörungen in Minamihama, Wochen nach dem Tsunami zur Sakura-Blütezeit (Foto: 25. April 2011)
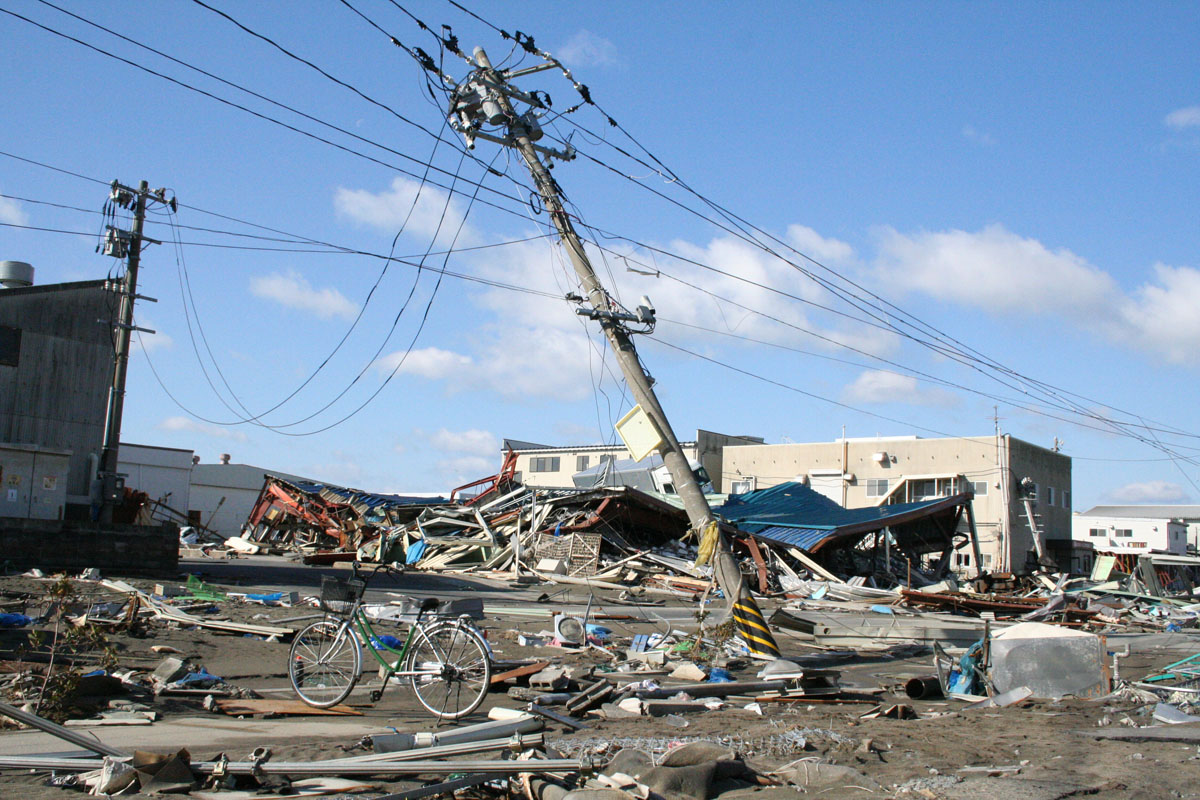
Aus der Verankerung gelöster Strommast (Foto: 27. März 2011)
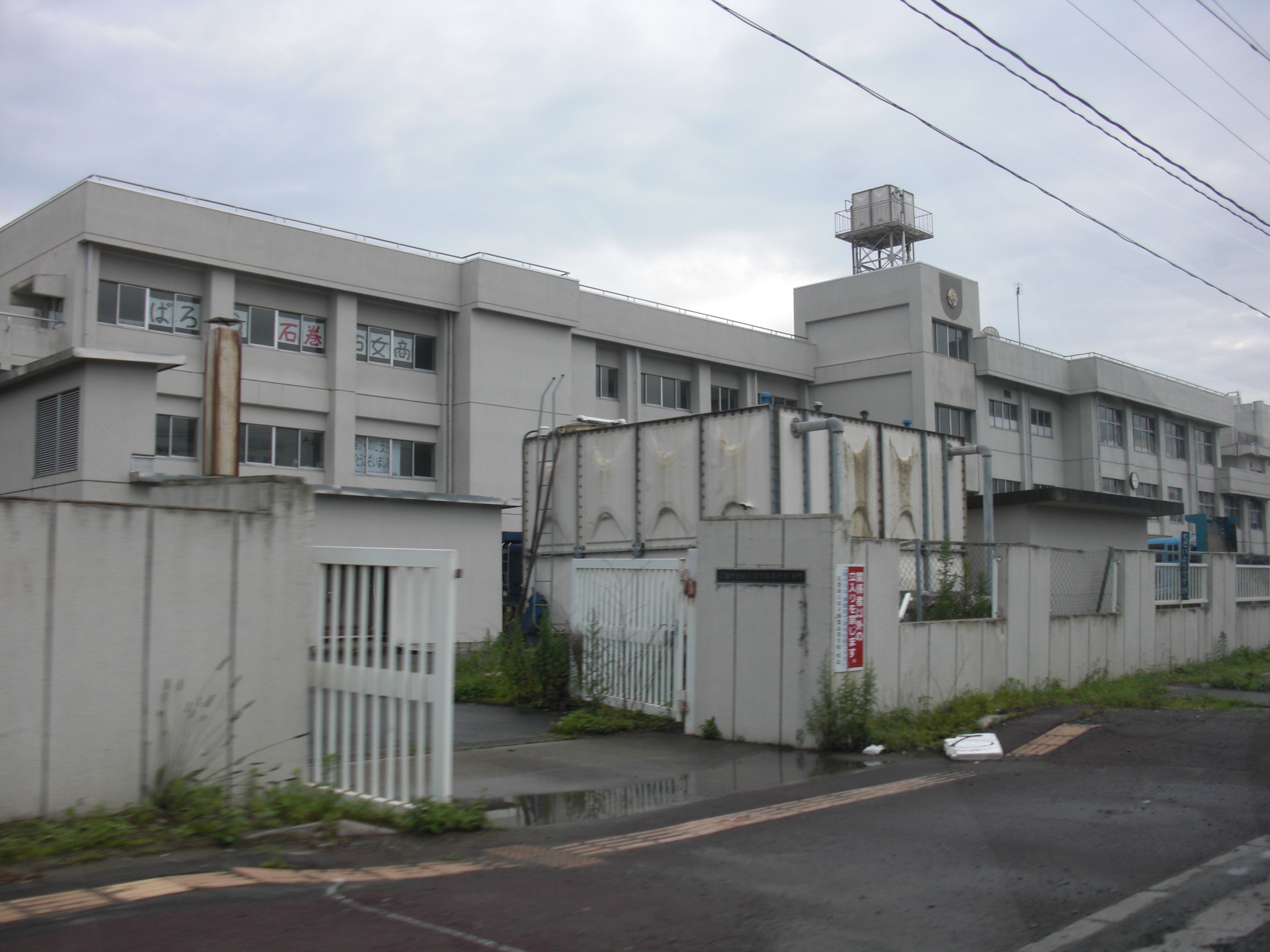
In der Ishinomaki Girls Commercial High School (石巻市立女子商業高等学校) zeigt eine mit dem Tsunami zum Stillstand gekommene Uhr dessen Ankunftszeit mit 73 Minuten nach dem Erdbeben an[47] (Foto: 15. Juli 2012)
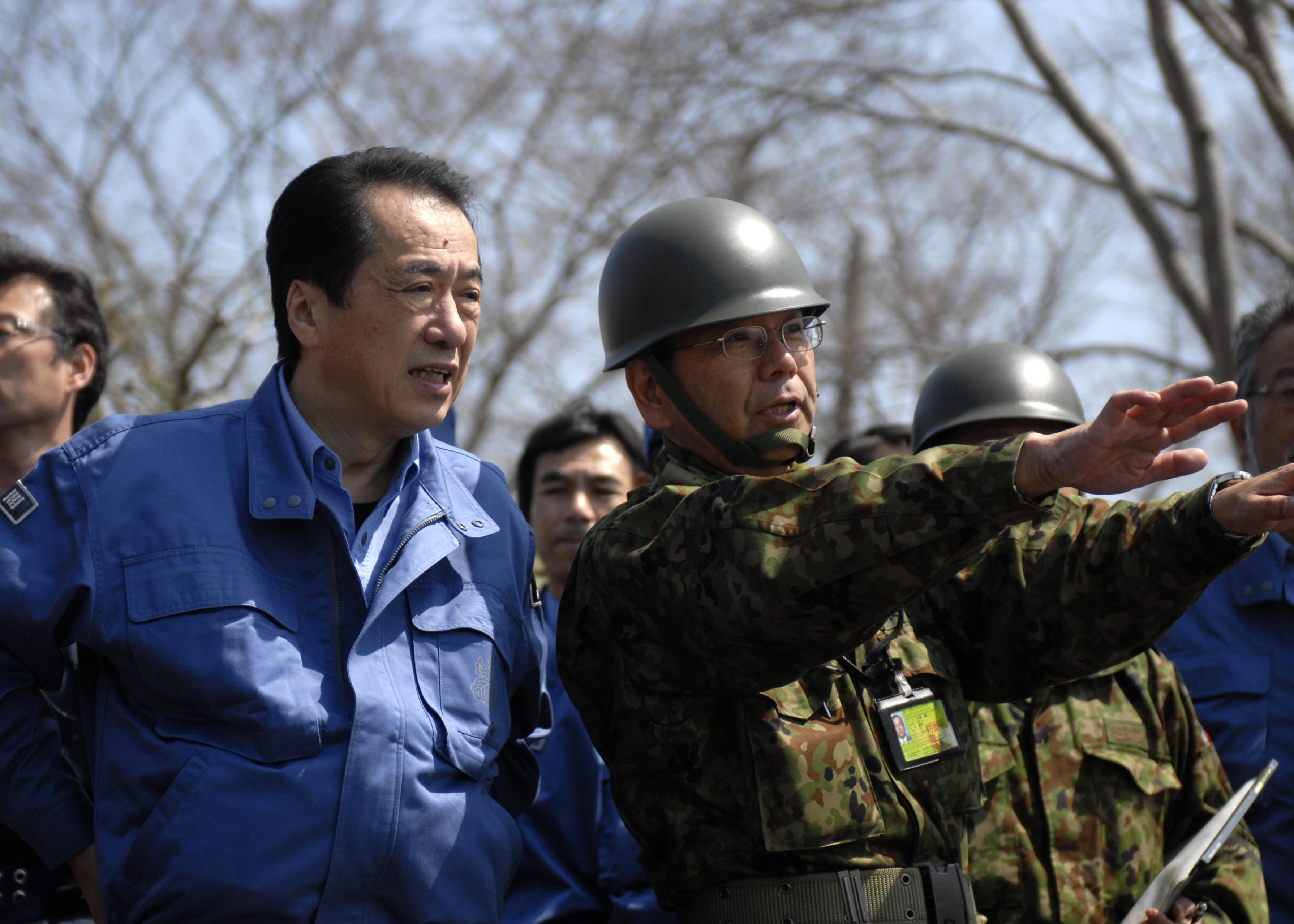
Ministerpräsident Naoto Kan wird über die Lage in der Ishinomaki Commercial High School (宮城県石巻商業高等学校) unterrichtet. Kan besuchte die zerstörte Stadt Ishinomaki am 10. April 2011.
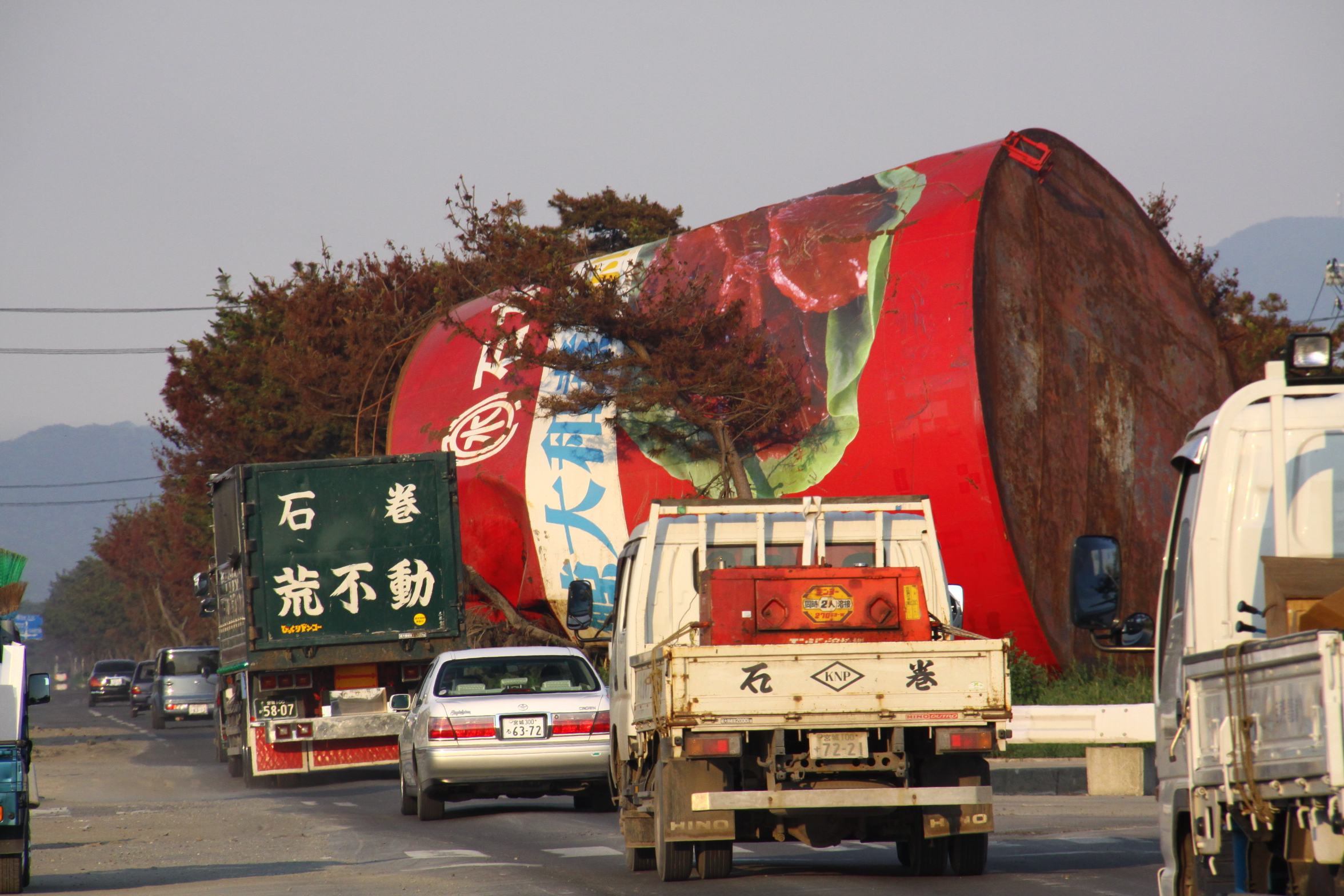
Das Symbol der Walfleischkonserven-Fabrik Kinoya Seafood Co. Ltd. in Form einer überdimensionalen Walfleischdose spülte der Tsunami etwa 300 m vom Firmengelände entfernt an die Präfekturstraße 240, wo es bis zur im Juni 2011 begonnenen Räumung zum beliebten Fotoobjekt wurde.

## Verkehr
- Zug:
  - JR Senseki-Linie
  - JR Ishinomaki-Linie
  - JR Kesennuma-Linie
- Straße:
  - Sanriku-Jukan-Autobahn
  - Nationalstraße 45, 108, 398

## Städtepartnerschaften
- Hitachinaka, Japan
- Kahoku, Japan
- Civitavecchia, Italien

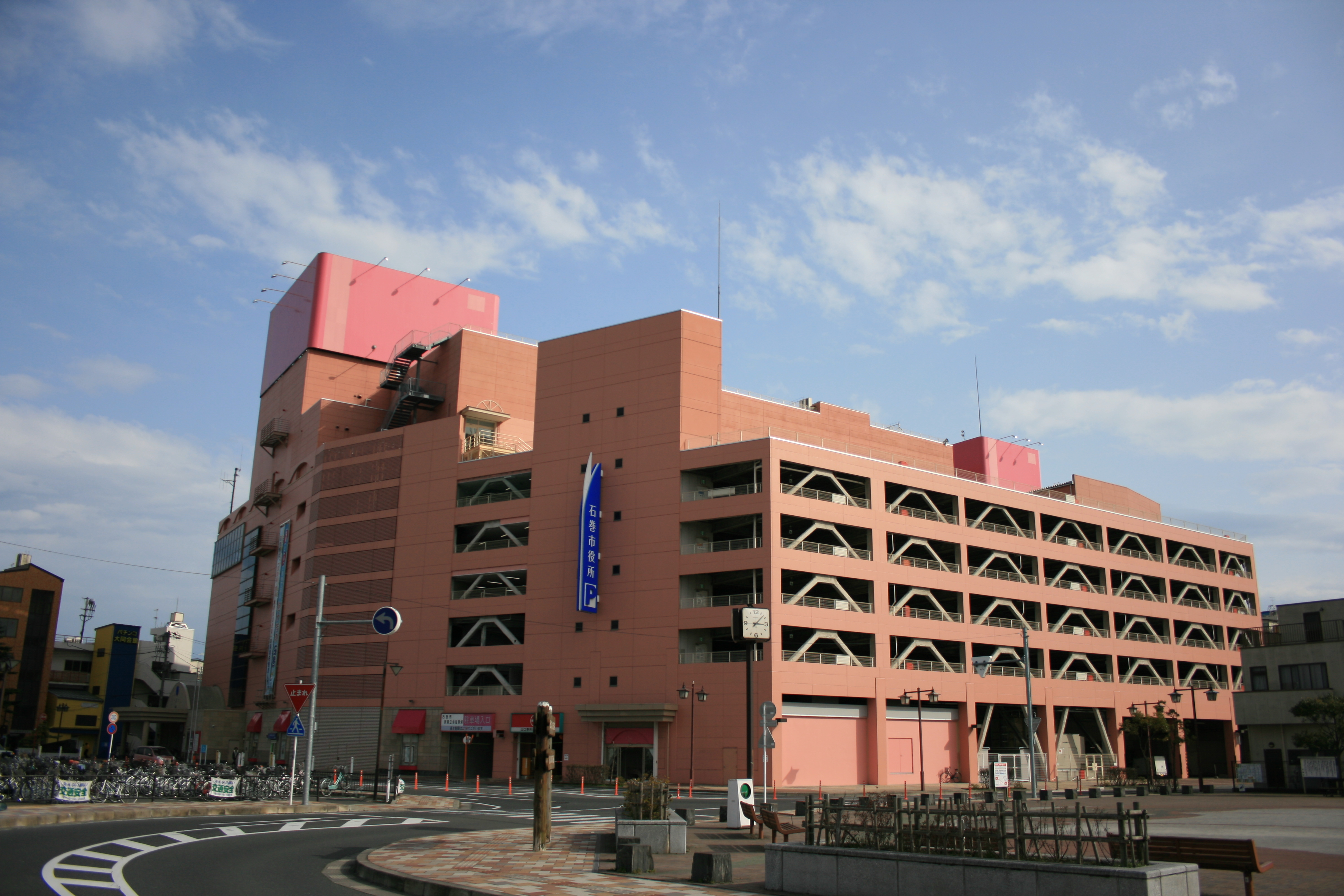
Neues (2010) Rathaus von Ishinomaki

- Wenzhou, Volksrepublik China[53]
- Everett, Vereinigte Staaten

## Söhne und Töchter der Stadt
- Jun Azumi (* 1962), Politiker
- Shiga Naoya (1883–1971), einer der bedeutendsten japanischen Schriftsteller des 20. Jahrhunderts
- Hiroki Ōmori (* 1990), Fußballspieler
- Naonobu Fujii (1992–2023), Volleyballspieler
- Ryūnosuke Sugawara (* 2000), Fußballspieler
- Toshiko Abe (* 1959), Politikerin